# Salzburger Naive
Die Künstlerinnengruppe Salzburger Naive hatte sich im Oktober 1973 anlässlich der Ausstellung „Naive Malerei in Salzburg“ im Salzburger Künstlerhaus in der Grödinger Galerie Sazenhofen gebildet.
Dieser Künstlervereinigung gehörten nur Frauen an, allerdings mit einer großen Altersspreizung. Als Mitglieder zu nennen sind Alice Cermak, Helga Müller, Doris Pacher, Erna Pliem, Maria de Posz, Eva Röttenbacher, Ilse Sprohar, Trude Engelsberger-Driolis und Irene Sazenhofen. Einige waren mit Mitgliedern der Gruppe 73 verheiratet. Als Mutter dieser Gruppe wird Agnes Muthspiel genannt.
Typisch für die Darstellungen war die Thematik einer idyllisch verbrämten heilen Welt, „das Schöne wird gesucht und poetisch verarbeitet, der Blick ist auf das Freundliche, Freude Bereitende, gerichtet“. Der Organisationsgrad dieser Gruppierung kam über einen informellen Status nicht hinaus und deswegen wurden die gemeinsamen Aktivitäten bald wieder eingestellt.